# (6452) Johneuller
(6452) Johneuller est un astéroïde de la ceinture principale.

## Description
(6452) Johneuller est un astéroïde de la ceinture principale. Il fut découvert le 17 avril 1991 à Foggy Bottom par Thomas J. Balonek. Il présente une orbite caractérisée par un demi-grand axe de 2,44 UA, une excentricité de 0,07 et une inclinaison de 1,7° par rapport à l'écliptique.

## Compléments